# Éculleville
Éculleville è un ex comune francese di 42 abitanti situato nel dipartimento della Manica nella regione della Normandia. Dal 1º gennaio 2017 è stato accorpato insieme a numerosi altri comuni al comune di nuova costituzione di La Hague, divenendone comune delegato.

## Società

### Evoluzione demografica
Abitanti censiti